# Dương Hướng
Dương Hướng (sinh 1949) là một nhà văn Việt Nam. Ông thành danh trong nền văn học Việt Nam thời kỳ đổi mới. Tiểu thuyết "Bến không chồng" của Dương Hướng là một trong ba tác phẩm nhận Giải thưởng Hội Nhà văn Việt Nam năm 1991. Ông được trao tặng Giải thưởng Nhà nước về văn học nghệ thuật năm 2017.

## Cuộc đời
Ông tên thật Dương Văn Hướng, sinh ngày 8 tháng 7 năm 1949 tại thôn An Lệnh (nay là thôn Trung An), xã Thụy Liên, huyện Thái Thụy, tỉnh Thái Bình. Tháng 9 năm 1965, ông tình nguyện đi công nhân quốc phòng làm nhiệm vụ vận chuyển hàng hóa lương thực trên tuyến Khu 4 phục vụ cho chiến trường miền Nam. Năm 1971, ông cưới vợ rồi nhập ngũ chiến đấu tại chiến trường Quân khu 5; sau khi chiến tranh kết thúc ông mới biết mình có đứa con trai với một phụ nữ nơi đơn vị từng đóng quân. Ông đã đón con về Quảng Ninh đảm bảo việc học hành và gây dựng sự nghiệp.
Năm 1976, ông ra quân chuyển ngành về Đội Kiểm soát chống buôn lậu Hải quan số 2 - Cục Hải quan tỉnh Quảng Ninh và đã nghỉ hưu năm 2008.
Nhà văn Dương Hướng bắt đầu viết văn từ năm 1985, là một trong những gương mặt tiêu biểu của văn học Việt Nam thời kỳ đổi mới.
Năm 2020, ông tiết lộ dự định đưa "Dưới chín tầng trời" một tiểu thuyết dài với bối cảnh thời gian trong khoảng 100 năm chuyển thể thành một bộ phim bề thế.
Hội viên Hội Nhà văn Việt Nam. (PH. bs)
Từ tháng 3/2022, ông là Chủ tịch Hội đồng Văn xuôi Hội Nhà văn Việt Nam.

## Tác phẩm đã xuất bản
- Gót son (tập truyện ngắn - 1989)
- Bến không chồng[5] (tiểu thuyết - 1990), được dịch ra tiếng Pháp, tiếng Ý: giải thưởng hội nhà văn Việt Nam 1991. Được chuyển thể thành phim nhựa dự liên hoan phim quốc tế Thái bình dương và Liên hoan phim quốc tế Berlin.
- Trần gian đời người (tiểu thuyết - 1991)
- Người đàn bà trên bãi tắm (tập truyện ngắn)
- Tuyển chọn Dương Hướng (1997)
- Dưới chín tầng trời [6](tiểu thuyết - 2007)
- Bóng đêm mặt trời

## Vinh danh
- Giải thưởng Nhà nước về văn học nghệ thuật[7] năm 2017.

### Giải thưởng văn học
- Giải thưởng Hội Nhà văn Việt Nam 1991 với tiểu thuyết Bến không chồng.[5]